# ペリート
ペリート（伊: Perito）は、イタリア共和国カンパニア州サレルノ県にある、人口約900人の基礎自治体（コムーネ）。

## 地理

### 位置・広がり

#### 隣接コムーネ
隣接するコムーネは以下の通り。
- チチェラーレ
- ルストラ
- モンテフォルテ・チレント
- オッリア
- プリニャーノ・チレント
- ルティーノ
- サレント